# Großbreitenbach
Großbreitenbach è una città con status di Landgemeinde di 5 974 abitanti della Turingia, in Germania.
Appartiene al circondario dell'Ilm.

## Storia
Il 1º gennaio 2019 vennero aggregati alla città di Großbreitenbach i comuni di Altenfeld, Böhlen, Friedersdorf, Gillersdorf, Herschdorf, Neustadt am Rennsteig e Wildenspring.

### Esplicative
1. ↑  Letteralmente: «Breitenbach grande», in contrapposizione alla vicina Kleinbreitenbach – «Breitenbach piccola».

### Bibliografiche
1. ↑  Ente statistico della Turingia - Dati sulla popolazione
2. ↑  (DE) Thüringer Gesetz zur freiwilligen Neugliederung kreisangehöriger Gemeinden im Jahr 2019 vom 18. Dezember 2018, § 13. (PDF), su parldok.thueringen.de. URL consultato il 2 luglio 2020 (archiviato dall'url originale il 9 gennaio 2019).